# Pallamano ai Giochi della XXV Olimpiade - Torneo maschile
Il torneo maschile di pallamano ai Giochi della XXV Olimpiade si è svolto dal 27 luglio all'8 agosto 1992 ed è stato ospitato dal Palazzo dello sport di Granollers e dal Palau Sant Jordi di Barcellona.
La medaglia d'oro è stata vinta dalla Squadra Unificata, in rappresentanza della Comunità degli Stati Indipendenti, che in finale ha superato la Svezia per 22-20. La medaglia di bronzo è andata alla Francia, che nella finale per il terzo posto ha sconfitto l'Islanda.
La finale mise di fronte le prime classificate nei due gironi preliminari, che avevano vinto anche le semifinali, arrivando così alla finale da imbattute. Nel girone A la Svezia, campione mondiale in carica, concluse al primo posto a punteggio pieno e dimostrando la propria superiorità. Nel girone B la Squadra Unificata, costituita da buona parte della nazionale dell'Unione Sovietica vice campione del mondo, concluse al primo posto a punteggio pieno, precedendo la sorpresa Francia, che venne superata di un solo punto nello scontro diretto. In semifinale gli ex-sovietici ebbero qualche difficoltà nel superare l'Islanda, altra sorpresa del torneo, ribaltando il risultato nella seconda parte del secondo tempo anche grazie alle reti del talentuoso atleta kirghiso Talant Dujšebaev. La finale, riedizione della finale del campionato mondiale 1990, in parità a metà tempo, vide la Squadra Unificata prevalere sulla Svezia nella parte finale della gara, che si concluse sul 22-20.

## Formato
Le dodici squadre partecipanti sono state inserite in un due gironi da sei squadre ciascuno, e ciascuna squadra affronta tutte le altre del girone per un totale di cinque giornate. La classifica finale dei gironi determinava gli accoppiamenti per le finali per i piazzamenti. Le prime due classificate accedevano alle semifinali e poi alle finali per l'assegnazione delle medaglie, mentre le classificate dal terzo al sesto posto accedevano alle finali per i piazzamenti.

## Squadre partecipanti
|                              | Data                          | Sede           | Posti | Qualificate                                                                       |
| ---------------------------- | ----------------------------- | -------------- | ----- | --------------------------------------------------------------------------------- |
| Paese organizzatore          |                               |                | 1     | Spagna                                                                            |
| Campionato mondiale 1990     | 28 febbraio - 10 marzo 1990   | Cecoslovacchia | 8     | Svezia Squadra Unificata Romania Ungheria Cecoslovacchia Germania Francia Islanda |
| Campionato asiatico 1991     | 22 agosto - 1º settembre 1991 | Giappone       | 1     | Corea del Sud                                                                     |
| Campionato panamericano 1991 | 5-12 agosto 1991              | Cuba           | 1     | Brasile                                                                           |
| Campionato africano 1991     | 24-30 settembre 1991          | Egitto         | 1     | Egitto                                                                            |
| Totale                       |                               |                | 12    |                                                                                   |

## Fase a gironi

### Girone A

#### Classifica
| Pos. | Squadra        | Pt | G | V | N | P | GF  | GS  | DR  |
| ---- | -------------- | -- | - | - | - | - | --- | --- | --- |
| 1.   | Svezia         | 10 | 5 | 5 | 0 | 0 | 118 | 86  | +32 |
| 2.   | Islanda        | 7  | 5 | 3 | 1 | 1 | 101 | 99  | +2  |
| 3.   | Corea del Sud  | 6  | 5 | 3 | 0 | 2 | 114 | 115 | -1  |
| 4.   | Ungheria       | 4  | 5 | 2 | 0 | 3 | 102 | 108 | -6  |
| 5.   | Cecoslovacchia | 3  | 5 | 1 | 1 | 3 | 94  | 92  | +2  |
| 6.   | Brasile        | 0  | 5 | 0 | 0 | 5 | 96  | 125 | -29 |

#### Risultati
| 27 luglio 1992, ore 11:30 | Svezia | 20 – 14 (8-7) | Cecoslovacchia |  |

| 27 luglio 1992, ore 14:30 | Islanda | 19 – 18 (10-10) | Brasile |  |

| 27 luglio 1992, ore 19:00 | Corea del Sud | 22 – 18 (11-11) | Ungheria |  |

| 29 luglio 1992, ore 10:00 | Svezia | 26 – 18 (15-6) | Corea del Sud |  |

| 29 luglio 1992, ore 14:30 | Ungheria | 27 – 21 (10-10) | Brasile |  |

| 29 luglio 1992, ore 20:30 | Islanda | 16 – 16 (9-9) | Cecoslovacchia |  |

| 31 luglio 1992, ore 11:30 | Corea del Sud | 20 – 19 (7-11) | Cecoslovacchia |  |

| 31 luglio 1992, ore 14:30 | Islanda | 22 – 16 (10-3) | Ungheria |  |

| 31 luglio 1992, ore 19:00 | Svezia | 22 – 15 (11-7) | Brasile |  |

| 2 agosto 1992, ore 10:00 | Islanda | 26 – 24 (11-14) | Corea del Sud |  |

| 2 agosto 1992, ore 16:00 | Svezia | 25 – 21 (14-10) | Ungheria |  |

| 2 agosto 1992, ore 19:00 | Cecoslovacchia | 27 – 16 (9-9) | Brasile |  |

| 4 agosto 1992, ore 11:30 | Ungheria | 20 – 18 (9-8) | Cecoslovacchia |  |

| 4 agosto 1992, ore 14:30 | Corea del Sud | 30 – 26 (16-13) | Brasile |  |

| 4 agosto 1992, ore 20:30 | Svezia | 25 – 18 (12-7) | Islanda |  |

### Girone B

#### Classifica
| Pos. | Squadra           | Pt | G | V | N | P | GF  | GS  | DR  |
| ---- | ----------------- | -- | - | - | - | - | --- | --- | --- |
| 1.   | Squadra Unificata | 10 | 5 | 5 | 0 | 0 | 121 | 98  | +23 |
| 2.   | Francia           | 8  | 5 | 4 | 0 | 1 | 111 | 98  | +13 |
| 3.   | Spagna            | 6  | 5 | 3 | 0 | 2 | 97  | 98  | -1  |
| 4.   | Romania           | 3  | 5 | 1 | 1 | 3 | 107 | 115 | -8  |
| 5.   | Germania          | 3  | 5 | 1 | 1 | 3 | 97  | 103 | -6  |
| 6.   | Egitto            | 0  | 5 | 0 | 0 | 5 | 92  | 113 | -21 |

#### Risultati
| 27 luglio 1992, ore 10:00 | Romania | 22 – 21 (10-12) | Egitto |  |

| 27 luglio 1992, ore 16:00 | Squadra Unificata | 25 – 15 (12-7) | Germania |  |

| 27 luglio 1992, ore 20:30 | Francia | 18 – 16 (7-7) | Spagna |  |

| 29 luglio 1992, ore 11:30 | Squadra Unificata | 23 – 22 (14-12) | Francia |  |

| 29 luglio 1992, ore 16:00 | Romania | 20 – 20 (13-9) | Germania |  |

| 29 luglio 1992, ore 19:00 | Spagna | 23 – 18 (11-11) | Egitto |  |

| 31 luglio 1992, ore 10:00 | Squadra Unificata | 22 – 18 (12-9) | Egitto |  |

| 31 luglio 1992, ore 16:00 | Francia | 23 – 20 (10-9) | Germania |  |

| 31 luglio 1992, ore 20:30 | Spagna | 21 – 20 (14-9) | Romania |  |

| 2 agosto 1992, ore 11:30 | Francia | 26 – 20 (12-11) | Romania |  |

| 2 agosto 1992, ore 14:30 | Germania | 24 – 16 (13-5) | Egitto |  |

| 2 agosto 1992, ore 20:30 | Squadra Unificata | 24 – 16 (10-5) | Spagna |  |

| 4 agosto 1992, ore 10:00 | Francia | 22 – 19 (10-7) | Egitto |  |

| 4 agosto 1992, ore 16:00 | Squadra Unificata | 27 – 25 (12-12) | Romania |  |

| 4 agosto 1992, ore 19:00 | Spagna | 19 – 18 (8-8) | Germania |  |

## Fase finale

### Tabellone
|  | Semifinali        | Semifinali        | Semifinali |        |                   | Finale             | Finale             | Finale             |  |
|  |                   |                   |            |        |                   |                    |                    |                    |  |
|  | Svezia            | Svezia            | 25         |        |                   |                    |                    |                    |  |
|  | Svezia            | Svezia            | 25         |        |                   |                    |                    |                    |  |
|  | Francia           | Francia           | 22         |        |                   |                    |                    |                    |  |
|  | Francia           | Francia           | 22         |        | Squadra Unificata | Squadra Unificata  | 22                 |                    |  |
|  |                   |                   |            |        | Squadra Unificata | Squadra Unificata  | 22                 |                    |  |
|  |                   |                   | Svezia     | Svezia | 20                |                    |                    |                    |  |
|  | Squadra Unificata | Squadra Unificata | Svezia     | Svezia | 20                | 23                 |                    |                    |  |
|  | Squadra Unificata | Squadra Unificata |            |        |                   | 23                 |                    |                    |  |
|  | Islanda           | Islanda           | 19         |        |                   | Finale terzo posto | Finale terzo posto | Finale terzo posto |  |
|  | Islanda           | Islanda           | 19         |        |                   |                    |                    |                    |  |
|  |                   |                   |            |        |                   |                    |                    |                    |  |
|  |                   |                   |            |        |                   | Francia            | Francia            | 24                 |  |
|  |                   |                   |            |        |                   | Francia            | Francia            | 24                 |  |
|  |                   |                   |            |        |                   | Islanda            | Islanda            | 20                 |  |

### Semifinali
| Granollers 6 agosto 1992, ore 19:00 | Svezia | 25 – 22 (10-10) | Francia | Palazzo dello sport |

| Granollers 6 agosto 1992, ore 21:00 | Squadra Unificata | 23 – 19 (11-9) | Islanda | Palazzo dello sport |

### Finale 11º posto
| 7 agosto 1992, ore 14:00 | Egitto | 27 – 24 (d.t.s.) (10-8; 19-19; 22-22; 24-24) | Brasile |  |

### Finale 9º posto
| 7 agosto 1992, ore 16:00 | Cecoslovacchia | 20 – 19 (11-8) | Germania |  |

### Finale 7º posto
| 7 agosto 1992, ore 9:00 | Ungheria | 23 – 19 (9-13) | Romania |  |

### Finale 5º posto
| 7 agosto 1992, ore 11:00 | Spagna | 36 – 21 (18-10) | Corea del Sud |  |

### Finale 3º posto
| Barcellona 8 agosto 1992, ore 15:00 | Francia | 24 – 20 (12-9) | Islanda | Palau Sant Jordi |

### Finale
| Barcellona 8 agosto 1992, ore 17:00 | Squadra Unificata | 22 – 20 (9-9) | Svezia | Palau Sant Jordi |

## Classifica finale
| Pos | Squadre           |
| --- | ----------------- |
|     | Squadra Unificata |
|     | Svezia            |
|     | Francia           |
| 4   | Islanda           |
| 5   | Spagna            |
| 6   | Corea del Sud     |
| 7   | Ungheria          |
| 8   | Romania           |
| 9   | Cecoslovacchia    |
| 10  | Germania          |
| 11  | Egitto            |
| 12  | Brasile           |

## Statistiche

### Classifica marcatori
| Pos. | Nome              | Nazionale         | Reti |
| ---- | ----------------- | ----------------- | ---- |
| 1    | Talant Dujšebaev  | Squadra Unificata | 47   |
| 2    | Cho Chi-hyo       | Corea del Sud     | 45   |
| 3    | Valdimar Grímsson | Islanda           | 35   |
| 4    | Alberto Urdiales  | Spagna            | 30   |
| 4    | Robert Licu       | Romania           | 30   |
| 4    | Erik Hajas        | Svezia            | 30   |
| 7    | Michail Jakimovič | Squadra Unificata | 29   |
| 8    | Cristian Zaharia  | Romania           | 27   |
| 8    | Valerij Gopin     | Squadra Unificata | 27   |

## Premi individuali
Migliori giocatori del torneo.
| Ruolo            | Giocatore        |
| ---------------- | ---------------- |
| Portiere         | Andrej Lavrov    |
| Ala sinistra     | Valerij Gopin    |
| Terzino sinistro | Denis Lathoud    |
| Centrale         | Talant Dujšebaev |
| Terzino destro   | Cho Chi-hyo      |
| Ala destra       | Pierre Thorsson  |
| Pivot            | Per Carlén       |